# 夏尔·纪尧姆
夏尔·纪尧姆（1861年2月15日—1938年6月13日），瑞士物理學家。1920年，於國際度量衡組織瑞士辦事處任職的他，因發現鎳鋼合金於精密物理中的重要性，而獲得了該年度的諾貝爾物理學獎殊榮。

## 發表
- Guillaume, Charles-Édouard. . La Nature. 1896, 24. 外部链接存在于|title= (帮助)
- Guillaume, Charles-Édouard. . 1886.
- Guillaume, Charles-Édouard. . 1889.
- Guillaume, Charles-Édouard. . 1894.
- Guillaume, Charles-Édouard. . 1896.
- Guillaume, Charles-Édouard. . 1898.
- Guillaume, Charles-Édouard. . 1899.
- Guillaume, Charles-Édouard. . 1902.
- Guillaume, Charles-Édouard. . 1904.
- Guillaume, Charles-Édouard. . 1907.
- Guillaume, Charles-Édouard. . 1907, 1913.
- Guillaume, Charles-Édouard. .